# Operatie Crusader
Operatie Crusader (18 november - 30 december 1941) was een Britse aanval tijdens de Tweede Wereldoorlog in Noord-Afrika, met als doel het vernietigen van Duitse tanks en het ontzetten van het belegerde Tobroek, in Libië.

## Achtergrondinformatie
Na de kostbare mislukking van Operatie Battleaxe, werd generaal Archibald Wavell als opperbevelhebber van het Midden-Oosten vervangen door Claude Auchinleck.
De geallieerde woestijntroepen werden gereorganiseerd in het Britse Achtste Leger. Dit leger kwam onder leiding te staan van luitenant-generaal Alan Cunningham. Het bestond onder andere uit het Britse 30e Korps, dat uit de Britse 7e pantserdivisie en de Zuid-Afrikaanse Eerste infanteriedivisie bestond. Voor de rest bestonden de strijdkrachten vooral uit resten van het 13e Korps, bestaande uit de Nieuw-Zeelandse en de Indiase Vierde infanteriedivisie. Het Achtste Leger was hervormd naar een leger met zeven divisies, ondersteund door 770 tanks. Onder deze tanks bevonden zich veel van de nieuwe Crusader Cruiser Tanks. De naam van de operatie is dan ook op deze nieuwe tank gebaseerd. Als het nodig was, kon er door ongeveer duizend vliegtuigen tactische luchtsteun worden verleend.
De tegenstanders van de geallieerden waren de getrainde en in strijd geharde troepen van Erwin Rommels Afrikakorps, bestaande uit de 15e en 21e Pantserdivisie en de 90e Lichte Infanteriedivisie. Deze troepen werden aangevuld met zes zwakke Italiaanse divisies, die 153 tanks telden. De asmogendheden konden in de lucht maar weinig weerstand bieden. De Luftwaffe had 120 vliegtuigen ter beschikking, terwijl de Italiaanse luchtmacht 200 vliegtuigen kon inzetten.

## Het gevecht
Op 18 november 1941 lanceerde het Achtste Leger een verrassende aanval richting het noordwesten. Volgens plan zou de Britse 7e Pantserdivisie het Afrika Korps aanvallen en trachten uit te schakelen. Ondertussen zou het 30e korps de aanval inzetten op de Italiaanse stellingen bij Bardia. Tegelijkertijd met de aanval op Bardia zou de Britse 70e Divisie Tobroek proberen te verlaten en uit te breken in de richting van het 30e Korps. De aanval stagneerde toen de Britse 7e Pantserdivisie zich moest terugtrekken met zware verliezen. De 70e Divisie en het 30e Korps kwamen onder hevig (artillerie)vuur te liggen. Bovendien leden de Britten nog meer gevoelige nederlagen. Zo gingen bij Bir el Gobi meer dan vijftig tanks verloren, terwijl er maar 34 Italiaanse werden vernietigd. 
Op 21 november zag Rommel een kans om de constante druk op de belegerde Italianen enigszins te verminderen. Hij probeerde dit te doen door een aanval met zijn pantserdivisie op de Britse stellingen. Rommel zou zijn pantserdivisie ondersteunen met een grote zwerm vliegtuigen die de Luftwaffe beschikbaar had gesteld.
Bijna in paniek vroeg Cunningham toestemming om zich te mogen terugtrekken, maar Auchinleck besloot dat de posities moesten worden behouden. De moedige aanval die Rommel eerder al had gelanceerd, liep uit op een mislukking. De Duitsers waren zo snel opgerukt dat hun aanvoertroepen hen niet meer kon bijhouden. Zonder voorraden moesten ze de strijd aangaan met delen van het 4e Indiase Korps. Dit Korps wist de Duitsers onherstelbare schade toe te brengen en de Duitsers moesten dan ook de overige troepen zo snel mogelijk evacueren.
Op 27 november had de Nieuw-Zeelandse divisie aansluiting gevonden bij het garnizoen van Tobroek. Het Afrikakorps was in groot gevaar, aangezien hun lichte infanterie divisie was ingesloten. De asmogendheden werden voortdurend belegerd en moesten een doorbraak forceren. Rommel wilde met zijn pantserdivisie de lichte infanteriedivisie bevrijden, wat pas lukte op 6 december. Op 7 december gaf Rommel het bevel om een sterke verdedigingslinie te vormen nabij Gazala, ten zuidwesten van Tobroek. Rond Bir el Gobi boden de Duitsers weerstand en dat gaf de succesvolle tactiek van Rommel aan.
Nadat Auchinleck de situatie had geëvalueerd, verving hij Cunningham door Neil Ritchie. Auchinleck en Ritchie besloten om de Duitse linie onder druk te houden. Ze trachtten de Duitsers terug te dringen naar de stellingen bij El Agheila (28-30 december), waar ze hun eerste offensief in maart 1941 waren begonnen.

## Vervolg van de strijd in Noord-Afrika

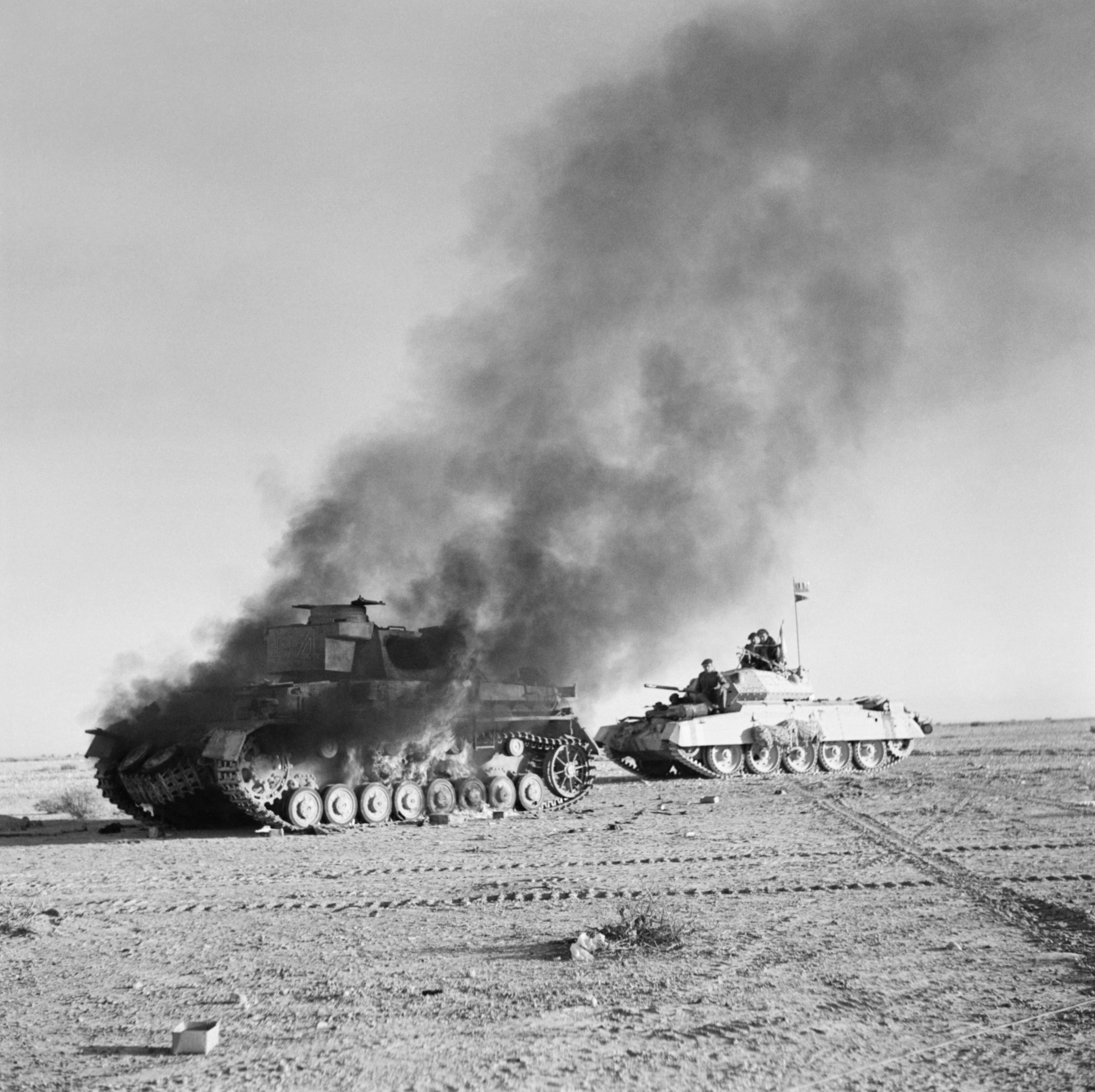
Een Crusader tank passeert een brandende PzKpfw IV.

Door de vastberadenheid van Auchinleck en de agressie van Ritchie was de directe bedreiging van Egypte en het Suezkanaal door de asmogendheden verdwenen. Het Duits-Italiaanse garnizoen van Bardia gaf zich op 2 januari 1942 over. Dit werd gevolgd door een grote massaovergave van de Duits-Italiaanse strijdkrachten bij Halfaya. Na felle gevechten werden 30.000 krijgsgevangenen gemaakt. Het Achtste leger was van plan om Rommel aan te vallen bij El Agheila, maar het had de afgelopen maand zware verliezen geleden. Daardoor moesten de Britten eerst weer op oorlogssterkte komen, alvorens ze een aanval konden lanceren.
Op 21 januari 1942 lanceerde Rommel een van zijn verrassende tegenaanvallen tegen de vermoeide en verspreide Britse strijdmachten. Ze werden teruggedreven naar Gazala en namen daar bezit van de stellingen die de Duitsers hadden betrokken tijdens de Slag bij Gazala. De Britten kregen daar verse troepen aangeleverd en ze reorganiseerden en hergroepeerden zich. Ondanks het geringe succes van Operatie Crusader, werd wel aangetoond dat het Afrikakorps niet onverslaanbaar was. Tevens gaf de operatie aan dat de strijd in Noord-Afrika vooral een dynamisch gevecht was.